# 长春轨道交通
长春轨道交通是中国吉林省长春市的城市轨道交通系统。长春轨道交通系统由长春市轨道交通集团运营的輕軌捷運系統和地铁组成。

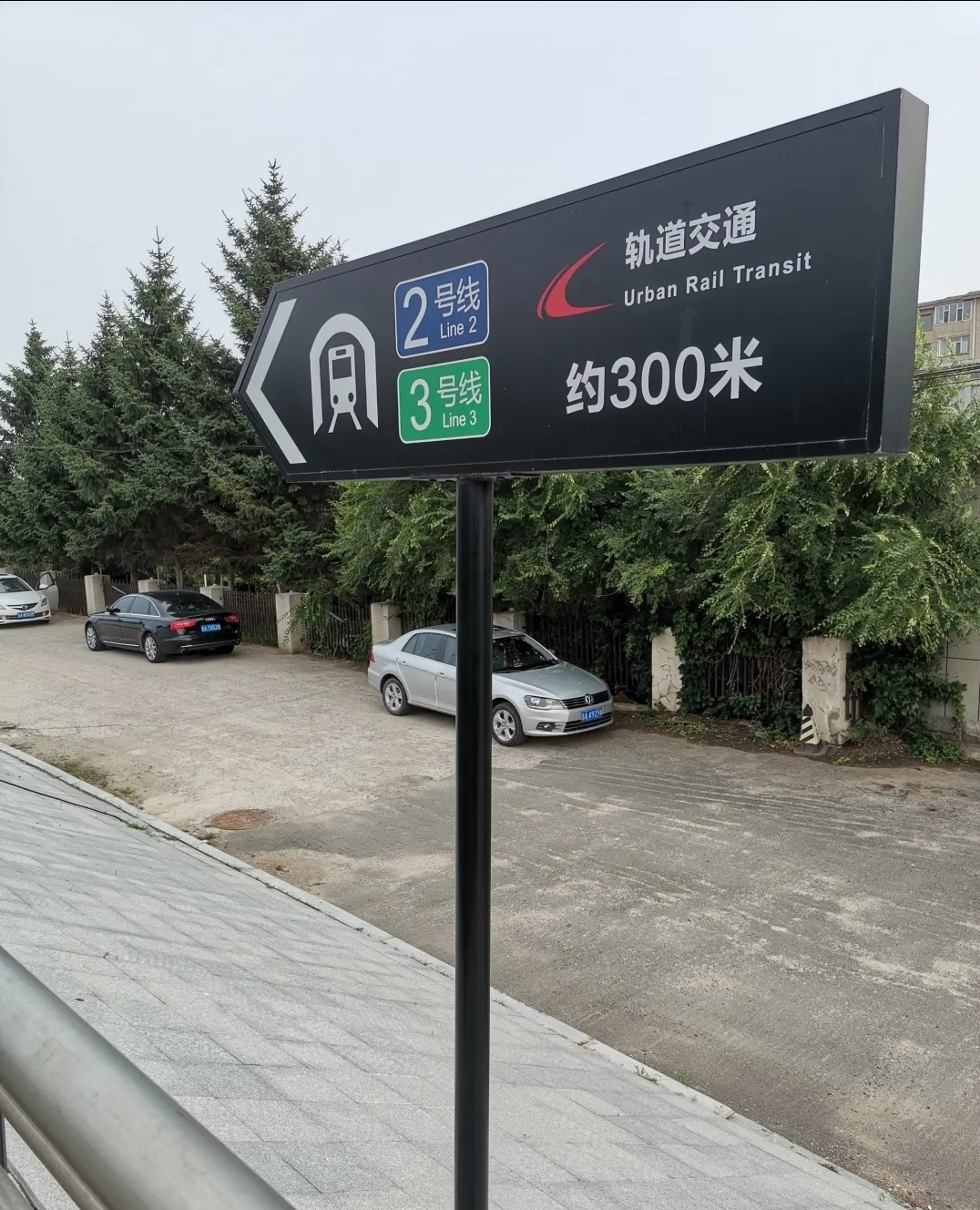
解放桥附近的长春地铁导向牌

## 概述

长春轨道交通变迁-20180830

早於滿洲國時期，長春便已有興建地鐵計劃，如發表於1941年的《國都建設規劃》中，已有擬修80公里無軌電車線路和25公里地鐵線路的計劃。而現代长春从1980年代开始规划和筹建城市快速轨道交通建设，惟因其经济实力和建设条件不成熟，直到1998年才有实质性进展。2000年5月27日长春轨道交通以长春轻轨一期工程的名义正式开始建设。2002年10月30日一期工程通车试营运、2007年4月3日轻轨三号线全线贯通运营。长春轨道交通3号线是中国首次采用国产化新型交流变频变压轻轨电动客车的营运线路，也是中国大陆第一条轻轨线路。2012年5月6日轻轨4号线全线通车试运营（除东新路，该站于2023年12月31日开放）。2016年9月30日，地铁1号线热滑试运行成功。2017年6月30日，地铁1号线向市民开放运营。2018年8月30日，地铁2号线开通运营。2018年10月30日，轻轨8号线开通运营。2019年5月30日，轻轨与地铁之间开放站内换乘并同网计价。2021年10月8日，2号线西延线开通运营。2021年12月31日，3号线东延线开通运营，至此长春轨道交通形成闭合环线。2024年3月28日，地铁6号线开通运营。
截至2024年3月，长春轨道交通已开通的线路包括1号线、2号线、3号线、4号线、6号线及8号线，营运线路总里程140.77公里，共有123座营运车站。六条线路均由长春市轨道交通有限责任公司营运。

长春轨道交通1号线北环城路站

长春轨道交通2号线东方广场站

长春轨道交通3号线亚泰立交桥站

长春轨道交通4号线福祉大路站

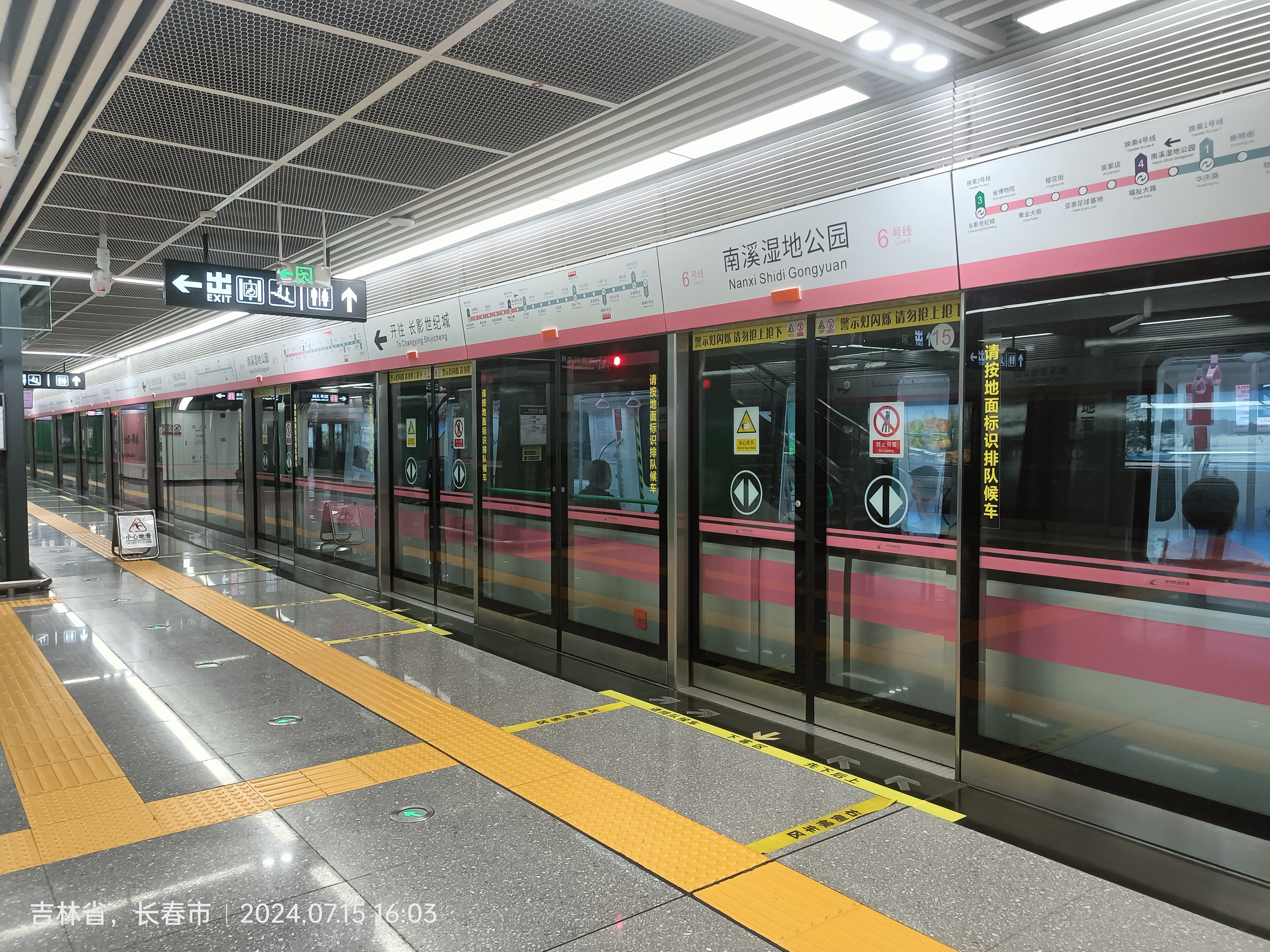
长春轨道交通6号线南溪湿地公园站

长春轨道交通8号线和安街站

| 长春地铁线路图 |       |                |                |            |              |        |               |                           |
| 线路           | 线路  | 首段开通日期   | 近一次開通     | 终点站     | 终点站       | 车站数 | 长度 （公里） | 车辆段/停车场             |
| 顏色           | 編號  | 首段开通日期   | 近一次開通     | 终点站     | 终点站       | 车站数 | 长度 （公里） | 车辆段/停车场             |
| 紅             | 1号线 | 2017年6月30日  | -              | 北环城路站 | 红嘴子站     | 15     | 18.14         | 永春车辆段                |
| 藍             | 2号线 | 2018年8月30日  | 2021年10月8日  | 汽车公园站 | 东方广场站   | 21     | 20.5          | 西湖车辆段                |
| 綠             | 3号线 | 2002年10月30日 | 2006年12月26日 | 伪满皇宫站 | 长影世纪城站 | 32     | 34.4          | 湖光路车辆段/滑雪场停车场 |
| 紫             | 4号线 | 2011年6月30日  | 2023年12月31日 | 长春站北站 | 天新路站     | 21     | 20.8          | 天工路车辆段              |
| 粉紅           | 6号线 | 2024年3月28日  | -              | 双丰站     | 长影世纪城站 | 22     | 29.57         | 西湖车辆段/吴家店车辆段   |
| 碧綠           | 8号线 | 2018年10月30日 | -              | 北环城路站 | 广通路站     | 12     | 13.3          | 太平村车辆段              |

## 各路線營運時間
| 线路  | 始發站點     | 首班車 | 末班車 | 季節 |
| ----- | ------------ | ------ | ------ | ---- |
| 1号线 | 北环城路站   | 5:50   | 22:35  | 夏   |
| 1号线 | 红嘴子站     | 5:15   | 22:35  | 夏   |
| 1号线 | 北环城路站   | 5:50   | 23:05  | 冬   |
| 1号线 | 红嘴子站     | 5:15   | 23:05  | 冬   |
| 2号线 | 汽车公园站   | 5:15   | 22:35  | 夏   |
| 2号线 | 雙豐站       | 5:15   | -      | 夏   |
| 2号线 | 东方广场站   | 5:55   | 22:35  | 夏   |
| 2号线 | 吉林大路站   | 5:56   | -      | 夏   |
| 2号线 | 汽车公园站   | 5:15   | 23:05  | 冬   |
| 2号线 | 雙豐站       | 5:15   | -      | 冬   |
| 2号线 | 东方广场站   | 5:55   | 23:05  | 冬   |
| 2号线 | 吉林大路站   | 5:56   | -      | 冬   |
| 3号线 | 伪满皇宫站   | 5:55   | 22:30  | 夏   |
| 3号线 | 长影世纪城站 | 5:55   | 22:30  | 夏   |
| 3号线 | 伪满皇宫站   | 5:55   | 22:00  | 冬   |
| 3号线 | 长影世纪城站 | 5:55   | 22:00  | 冬   |
| 4号线 | 长春站北站   | 5:55   | 22:30  | 夏   |
| 4号线 | 天新路站     | 5:55   | 22:30  | 夏   |
| 4号线 | 长春站北站   | 5:55   | 22:00  | 冬   |
| 4号线 | 天新路站     | 5:55   | 22:00  | 冬   |
| 6号线 | 双丰站       | 5:15   | 22:35  | 夏   |
| 6号线 | 福祉大路站   | 5:18   | -      | 夏   |
| 6号线 | 长影世纪城站 | 5:35   | 22:35  | 夏   |
| 6号线 | 南濕地公園站 | 5:35   | -      | 夏   |
| 6号线 | 蘭桡湖公園站 | 5:35   | -      | 夏   |
| 6号线 | 双丰站       | 5:15   | 22:05  | 冬   |
| 6号线 | 福祉大路站   | 5:18   | -      | 冬   |
| 6号线 | 长影世纪城站 | 5:35   | 22:05  | 冬   |
| 6号线 | 南濕地公園站 | 5:35   | -      | 冬   |
| 6号线 | 蘭桡湖公園站 | 5:35   | -      | 冬   |
| 8号线 | 北环城路站   | 6:00   | 22:00  | 夏   |
| 8号线 | 北湖大橋站   | 6:00   | -      | 夏   |
| 8号线 | 广通路站     | 6:00   | 22:35  | 夏   |
| 8号线 | 北环城路站   | 6:00   | 21:30  | 冬   |
| 8号线 | 北湖大橋站   | 6:00   | -      | 冬   |
| 8号线 | 广通路站     | 6:00   | 22:05  | 冬   |

## 車輛
| 线路  | 規格             | 出廠時間 | 圖片 |
| ----- | ---------------- | -------- | ---- |
| 1号线 | 6B               |          |      |
| 2号线 | 6B               |          |      |
| 3号线 | 2編組6節輕軌列車 |          |      |
| 4号线 | 2編組6節輕軌列車 |          |      |
| 6号线 | 6B               |          |      |
| 8号线 | 2編組6節輕軌列車 |          |      |

## 在建及规划线路
| 线路            | 預計開通   | 两端终点站                    | 车站数 | 长度 （千米） | 车辆段/停车场             |
| 興建中          | 興建中     | 興建中                        | 興建中 | 興建中        | 興建中                    |
| --------------- | ---------- | ----------------------------- | ------ | ------------- | ------------------------- |
| 2号线東延段     | 2025年     | 东方广场站 - 趙家崗東站       | 21     | 20.5          | 西湖车辆段                |
| 3号线南延段     | 2025年     | 长影世纪城站 - 五十九中站     | 32     | 34.4          | 湖光路车辆段/滑雪场停车场 |
| 5號線一期       | 2026年     | 西南樞紐站 - 東大橋站         | 21     | 20.8          | 魯家屯車輛段              |
| 7號線一期       | 2026年     | 汽車公園站 - 東環城路站       | 22     | 29.57         | 山屯鎮车辆段              |
| 9號線一期       | 2026年     | 趙家崗東站 - 九台南站         | 12     | 13.3          | 蓮花山車輛段/西營城停車場 |
| 1号线南延段     | 2027年     | 红嘴子站 - 永春南站           | 15     | 18.14         | 永春车辆段                |
| 總計            | 總計       | 總計                          | 123    | 136.71        | -                         |
| 規劃中          |            |                               |        |               |                           |
| 1号线北延段     | -          | 永春南站 - 永豐站             | 2      | 待定          | 永春车辆段                |
| 4號線西延段     |            | 長春站北站 - 合心站           | 18     | 22.7          | 天工路车辆段              |
| 4號線南延段二期 |            | 天新路站 - 趙家屯站           | 3      | 5.6           | 天工路车辆段              |
| 5號線二期       |            | 西南樞紐站 - 盛家村站         | 6      | 7.9           | 魯家屯車輛段              |
| 5號線二期       |            | 東大橋站 - 富源街站           | 12     | 14.4          | 魯家屯車輛段              |
| 7號線二期       |            | 汽車公園站 - 白龍駒南站       | 3      | 4.8           | 山屯鎮车辆段              |
| 7號線二期       |            | 東環城路站 - 廣通路站         | 13     | 15.0          | 山屯鎮车辆段              |
| 8号线二期       |            | 廣通路站 - 拉拉屯站           | 9      | 14.0          | 太平村车辆段              |
| 9號線二期       |            | 九台南站 - 中川北街站         | 4      | 4.6           | 蓮花山車輛段/西營城停車場 |
| 9號線二期       |            | 趙家崗東站 - 泡子沿村站       | 11     | 42.4          | 蓮花山車輛段/西營城停車場 |
| 10號線一期      | 預計2030年 | 長春五十九中站 - 雙陽汽车東站 | 8      | 32.0          | -                         |
| 10號線二期      |            | 長春五十九中站 - 大屯火車站   | 6      | 25.0          | -                         |
| 總計            | 總計       | 總計                          | 95     | 約235.0       | -                         |

## 票务

### 车票（交通卡、乘车码）种类

#### 1.单程票
可在全线网已布置自动售票机的车站通过自动售票机购买，部分未布置自动售票机的长春轨道交通3号线、4号线的车站通过站内人工窗口购买，支持现金（纸币或1元硬币）支付、各银行官方手机软件支付、各移动支付软件支付等方式购票；单程票当日当站有效，仅限一人使用，进站时在闸机上方感应，出站时插入检票机回收，超程超时需到补票处补票，损坏需赔偿。

#### 2.全国交通联合卡
全线网支持全国交通联合卡（含实体卡、手机NFC虚拟卡）刷卡乘车，其中长春轨道交通一卡通可享受单程票价9.5折优恵，其余卡种乘坐长春轨道交通时按基本票价执行，无优惠；进出站时均需在闸机上方感应 。

##### 3.乘车码
全线网支持微信、支付宝、云闪付乘车码以及长春E出行、长春市民卡扫码过闸；通过长春市民卡APP乘坐长春轨道交通可享受单程票价9折优恵；通过其它方式扫码乘坐长春轨道交通时按基本票价执行，无优惠；进出站时均需在闸机上方感应 。其中长春E出行APP作为全国首批、东北地区首个互通城市登录城轨易行平台，与无锡市、苏州市、福州市、南昌市的轨道交通实现互联互通。据2023年5月城轨易行APP显示，除长春轨道交通外，已有石家庄市、呼和浩特市、大连市、哈尔滨市、南京市、无锡市、常州市、苏州市、芜湖市、福州市、南昌市、郑州市、洛阳市、南宁市、重庆市、昆明市的轨道交通及沈阳浑南现代有轨电车的官方手机软件登录城轨易行平台，在以上城市乘坐轨道交通时，可使用任一城市的轨道交通官方手机软件扫码过闸 。2024年1月22日，长春轨道交通与天津轨道交通乘车二维码实现互联互通。

### 票价

#### 现行全路网票价
2019年5月30日起，轨道交通全网执行统一票价，并更新部分优惠政策，以减少轻轨线路涨价带来的出行成本上涨。
票价标准与统一票价前地铁票价一致，起步价为2元7公里，每增加1元，可继续乘坐6、6、8、8、10公里。即：0－7（含，以下类同）公里，票价2元；7－13公里，票价3元；13－19公里，票价4元；19－27公里，票价5元；27－35公里，票价6元；35公里以上每增加10公里，增加1元。
同时，自2019年3月30日起，售票窗口不再发售老年人优待票、残疾人优待票（视力、肢体残疾一、二级除外），需持优惠乘车卡进站。

#### 优惠政策
1. 一般人群持卡，月累计支出50元及以内，基本票价9.5折优惠、月累计支出超出50元，下次乘车起，基本票价8.5折优惠、月累计支出超出100元，下次乘车起，基本票价8折优惠、月累计支出超出200元，下次乘车起，恢复基本票价9.5折优惠。月底清零，以闸机扣费金额计算，超程超时不计入；
2. 残疾军人、伤残人民警察、残疾人、现役军人免费乘坐地铁；
3. 1名成年乘客可免费携1名身高不足1.2米的儿童乘坐地铁；
4. 本市全日制小学、初中、高中段学生乘坐地铁票价5折；
5. 老年人优惠乘车卡于工作日高峰时段（6:30至9:00、16：30至18：30，以进站时间为准）不得使用优惠卡进站乘车，需另行购票；
6. 最长单程票价有效时间由150分钟增加到180分钟，超时需补交轨道交通路网最低单程票价，因运营单位原因导致的超时除外。